# Paránypillefélék
A paránypillefélék családját (Nepticulidae) a korszerű rendszertanok a valódi lepkék alrendjének Heteroneura alrendágába sorolják. A hagyományos felosztás szerint – amint erre a törpemolyok stb. névváltozatok is utalnak – a molylepkék (Microlepidoptera) közé tartoznak.

## Elterjedésük
A család fajai az egész Földön elterjedtek. Közép-Európában több mint 180, Magyarországon 118 fajuk ismert (Pastorális, 2011).

## Megjelenésük
E család tagjai a legkisebb termetű lepkék: szárnyaik fesztávolsága mindössze 3–10 mm. Fejükön, tarkójukon a szőrzet bojtként kiemelkedik. Szárnyaik hosszúkásak, hegyesek, a szegélyükön hosszú rojtokkal. Az egyes fajok imágói annyira hasonlítanak egymáshoz, hogy biztosan csak a hernyók aknái alapján lehet őket meghatározni (Mészáros, 2005).

## Életmódjuk
A hernyók monofágok, és legtöbbjük levelekben, néhányé termésben, illetve kéregben aknázva él, ahol kanyargós járatokat, illetve kisebb-nagyobb foltokat rág ki – de a legtöbb faj hernyója az aknán kívül, a növényen bábozódik. Legfontosabb gazdanövényeik az alábbi fák:
- alma (Malus sp.),
- galagonya (Crataegus sp.),
- nyír (Betula sp.),
- fűz (Salix sp.),
- tölgy (Quercus sp.) – a tölgyeken több mint harminc fajuk él (Mészáros, 2005).

Az aknában mindig van ürülék. A levélakna lehet:
- kígyóakna,
- foltakna,
- vegyes akna (Csóka, 2003).

A lepkék nappal a fák törzsén, a levelek fonákján vagy egyéb növényrészek között rejtőznek, és csak alkonyatkor, illetve a kora esti órákban röpülnek. A mesterséges fényforrások nem vonzzák őket (Mészáros, 2005).

## Rendszertani felosztásuk
Sok faj tartozik a családba, és a rendszerezés nehézségeit jelzi, hogy két nemét (Artaversala, illetve Sinopticula) nem sikerült alcsaládba sorolni.
A többi nemet két alcsaládba osztják.
- Nepticulinae alcsalád 24 nemmel:
  - Acalyptris
    - fagyöngy-törpemoly (Acalyptris loranthella Klimesch, 1937)

  - Areticulata
  - Astigmella
  - Bohemannia
    - lisztes törpemoly (Bohemannia pulverosella Stainton, 1849)

  - Dechtiria
  - Ectoedemia
    - párlófű-törpemoly (Ectoedemia agrimoniae Frey, 1858)
    - fehérsávos törpemoly (Ectoedemia albifasciella Heinemann, 1862)
    - Aman törpemolya (Ectoedemia amani Svensson, 1966)
    - hajlottsávú törpemoly (Ectoedemia angulifasciella Stainton, 1849)
    - eperlevél-törpemoly (Ectoedemia arcuatella Herrich-Schäffer, 1855)
    - fehérnyár-törpemoly (Ectoedemia argyropeza Zeller, 1839)
    - naspolyafa-törpemoly (Ectoedemia atricollis Stainton, 1857)
    - tölgykéreg-törpemoly (Ectoedemia atrifrontella Stainton, 1851)
    - balkáni törpemoly (Ectoedemia caradjai Groschke, 1944)
    - cserfarágó törpemoly (Ectoedemia cerris Zimmermann, 1944)
    - szilrágó törpemoly (Ectoedemia contorta van Nieukerken, 1985)
    - juhartermés-törpemoly (Ectoedemia decentellaHerrich-Schäffer, 1855)
    - csertölgylevél-törpemoly (Ectoedemia gilvipennella Klimesch, 1946)
    - nyárfalevél-törpemoly (Ectoedemia hannoverella Glitz, 1872)
    - okkerképű törpemoly (Ectoedemia heringi Toll, 1934)
    - budai törpemoly (Ectoedemia hexapetalae Szőcs, 1957)
    - kecskefűz-törpemoly (Ectoedemia intimella Zeller, 1848)
    - osztrák törpemoly (Klimesch törpemolya, Ectoedemia klimeschi Skala, 1933)
    - bükkfakéreg-törpemoly (Ectoedemia liebwerdella Zimmermann, 1940) – hazánkban a bükkösökben fordul elő
    - cserlevél-törpemoly (Ectoedemia liechtensteini Zimmermann, 1944)
    - tölgyfakéreg-törpemoly (Ectoedemia longicaudella Klimesch, 1953)
    - juharmagrágó törpemoly (Ectoedemia louisella Sircom, 1849)
    - törökmeggy-törpemoly (Ectoedemia mahalebellaKlimesch, 1936)
    - nyíres törpemoly (Ectoedemia occultella L., 1767) -
    - nyírlevélaknázó törpemoly (Ectoedemia preisseckeri Klimesch, 1941)
    - szederlevél-törpemoly (Ectoedemia rubivora Wocke, 1860)
    - molyhostölgy-törpemoly (Ectoedemia rufifrontella Caradja, 1920)
    - orbáncfű-törpemoly (Ectoedemia septembrella Stainton, 1849)
    - juharmag-törpemoly (Ectoedemia sericopeza Zeller, 1839)
    - fekete törpemoly (Ectoedemia spinosella Joannis, 1908)
    - gyöngyvessző-törpemoly (Ectoedemia spiraeae Gregor & Povolný, 1983)
    - sárgapettyes törpemoly (Ectoedemia subbimaculella Haworth, 1828)
    - szürkenyár-törpemoly (Ectoedemia turbidella Zeller, 1848)

  - Enteucha
    - mezeisóska-törpemoly (Enteucha acetosae Stainton, 1854)

  - Etainia
  - Fedalmia
  - Fomoria
  - Glaucolepis
  - Johanssoniella
  - Levarchama
  - Manoneura
  - Microcalyptris
  - Nepticula
    - Nepticula basella – hernyója hosszú, kanyargós aknákat rág a bükk levelébe

  - Niepeltia
  - Parafomoria
    - tetemtoldó törpemoly (Parafomoria helianthemella Herrich-Schäffer, 1860)

  - Simplimorpha
    - cserszömörce-törpemoly (Simplimorpha promissa Staudinger, 1871)

  - Stigmella
    - mézgáséger-törpemoly (Stigmella alnetella Stainton, 1856)
    - vadrózsalevél-törpemoly (Stigmella anomalella Goeze, 1783)
    - nyáraknázó törpemoly (Stigmella assimilella Zeller, 1848)
    - feketefű-törpemoly (Stigmella atricapitella Haworth, 1828)
    - aranyszárnyú törpemoly (Stigmella aurella Fabricius, 1775)
    - foltos övű törpemoly (Stigmella basiguttella Heinemann, 1862)
    - cinegefűz-törpemoly (Stigmella benanderella Wolf, 1955)
    - nyíraknázó törpemoly (Stigmella betulicola Stainton, 1856)
    - gyertyánrágó törpemoly (Stigmella carpinella Heinemann, 1862)
    - bengeaknázó törpemoly (Stigmella catharticella Stainton, 1853)
    - rózsaaknázó törpemoly (Stigmella centifoliella Zeller, 1848)
    - ködös sávú törpemoly (Stigmella confusella Wood & Walsingham, 1894)
    - nyírfalevél-törpemoly (Stigmella continuella Stainton, 1856)
    - rézfényű törpemoly (Stigmella crataegella Klimesch, 1936)
    - vadalma-törpemoly (Stigmella desperatella Frey, 1856)
    - foltos törpemoly (Stigmella dorsiguttella Johansson, 1971)
    - tölgylevél-törpemoly (Stigmella eberhardi Johansson, 1971)
    - legyezőfű-törpemoly (Stigmella filipendulae) Wocke, 1871)
    - gyertyánlevél-törpemoly (Stigmella floslactella Haworth, 1828)
    - szulákrágó törpemoly törpemoly (Stigmella freyella Heyden, 1858)
    - rozsdás fejű törpemoly (Stigmella glutinosae Stainton, 1858)
    - patinás törpemoly (Stigmella hahniella Wörtz, 1890)
    - bükkaknázó törpemoly (Stigmella hemargyrella Kollar, 1832)
    - galagonya-törpemoly (Stigmella hybnerella Hübner, 1796)
    - almaaknázó törpemoly (Stigmella incognitella Herrich-Schäffer, 1855)
    - tündér törpemoly (Stigmella lemniscella Zeller, 1848)
    - loncaknázó törpemoly (Stigmella lonicerarum Frey, 1856)
    - sárga sávú törpemoly (Stigmella luteella Stainton, 1857)
    - galagonyaaknázó törpemoly (Stigmella magdalenae ) Klimesch, 1950)
    - almalevél-törpemoly (Stigmella malella Stainton, 1854) – hazánkban általánosan elterjedt;
    - aranyzöld törpemoly (Stigmella mespilicola Frey, 1856)
    - mogyorós törpemoly (Stigmella microtheriella Stainton, 1854)
    - körtelevél-törpemoly (Stigmella minusculella Herrich-Schäffer, 1855)
    - szőrösnyír-törpemoly (Stigmella naturnella Klimesch, 1936)
    - fehérfűz-törpemoly (Stigmella nivenburgensis Preissecker, 1942)
    - berkenyelevél-törpemoly (Stigmella nylandriella Tengström, 1848)
    - fűzfalevél-törpemoly (Stigmella obliquella Heinemann, 1862)
    - ibolyavörös törpemoly (Stigmella oxyacanthella Stainton, 1854)
    - ibolyatövű törpemoly (Stigmella paradoxa Frey, 1858)
    - galagonyarágó törpemoly (Stigmella perpygmaeella Doubleday, 1859)
    - kökénylevél-törpemoly (Stigmella plagicolella Stainton, 1854)
    - vérfű-törpemoly (Stigmella poterii Stainton, 1857)
    - kökényes törpemoly (Stigmella prunetorum Stainton, 1855)
    - vadkörte-törpemoly (Stigmella pyri Glitz, 1865)
    - királyi törpemoly (Stigmella regiella Herrich-Schäffer, 1855)
    - varjútövis-törpemoly (Stigmella rhamnella Herrich-Schäffer, 1860)
    - vörös fejű törpemoly (Stigmella roborella Johansson, 1971)
    - jajrózsalevél-törpemoly (Stigmella rolandi van Nieukerken, 1990)
    - vöröses törpemoly (Stigmella ruficapitella Haworth, 1828)
    - nyírlevél-törpemoly (Stigmella sakhalinella Puplesis, 1984)
    - fűzaknázó törpemoly (Stigmella salicis Stainton, 1854)
    - gesztenyelevél-törpemoly (Stigmella samiatella ) Zeller, 1848)
    - vérfűrágó törpemoly (Stigmella sanguisorbae Wocke, 1865)
    - hegyijuhar-törpemoly (Stigmella speciosa Frey, 1857)
    - ékes törpemoly (Stigmella splendidissimella Herrich-Schäffer, 1855)
    - magyar törpemoly (Stigmella szoecsiella Borkowski, 1972)
    - mocsártölgy-törpemoly (Stigmella svenssoni Johansson, 1971)
    - türingiai törpemoly (Stigmella thuringiaca Petry, 1904)
    - hársaknázó törpemoly (Stigmella tiliae Frey, 1856) – első szárnya fényes zöldesbarna; a töve és a csúcsa kék. Hernyói a hárs leveleiben rágják kanyargós aknáikat.
    - bükklevél-törpemoly (Stigmella tityrella Stainton, 1854)
    - pimpóaknázó törpemoly (Stigmella tormentillella Herrich-Schäffer, 1860)
    - hárompettyes törpemoly (Stigmella trimaculella Haworth, 1828)
    - szilaknázó törpemoly (Stigmella ulmiphaga Preissecker, 1942)
    - ezüstsávos törpemoly (Stigmella ulmivora ) (Fologne, 1860)
    - kosárfonófűz-törpemoly (Stigmella vimineticola Frey, 1856)
    - szillevél-törpemoly (Stigmella viscerella Stainton, 1853)
    - rozsdás szárnyú törpemoly (Stigmella zangherii Klimesch, 1936)

  - Trifurcula
    - zanótrágó törpemoly (Trifurcula beirnei Puplesis, 1984)
    - len-törpemoly (Trifurcula bleonella Chrétien, 1904)
    - zanót-törpemoly (Trifurcula chamaecytisi Z. & A. Laštůvka, 1994)
    - koronafürt-törpemoly (Trifurcula cryptella Stainton, 1857)
    - szarvaskerep-törpemoly (Trifurcula eurema Tutt, 1899)
    - gyíkfűaknázó törpemoly (Trifurcula headleyella Stainton, 1854)
    - Klimesch törpemolya (Trifurcula josefklimeschi van Nieukerken, 1990)
    - melegkedvelő törpemoly (Trifurcula magna Z. & A. Laštůvka, 1997)
    - sötét törpemoly (Trifurcula melanoptera ) van Nieukerken & Puplesis, 1991)
    - okkerszárnyú törpemoly (Trifurcula ortneri Klimesch, 1951)
    - mocsári törpemoly (Trifurcula pallidella Duponchel, 1843)
    - kakukkfű-törpemoly (Trifurcula thymi Szőcs, 1965)

  - Varius
  - Varus
  - Zimmermannia
- Pectinivalvinae alcsalád egyetlen nemmel:
  - Pectinivalva

## Névváltozatok
- törpemolyfélék[1]
- törpemoly-félék[2]

- törpe aknázómolyok[3]